# Juan Eliseo Ledesma
Juan Eliseo Nicolás Ledesma (Córdoba, 11 de julio de 1950 - Campo de Mayo, 10 u 11 de diciembre de 1975), nombre de guerra Comandante Pedro, fue un activista político y guerrillero argentino militante del PRT-ERP, víctima de secuestro, tortura y desaparición forzada durante el terrorismo de Estado.
Inicialmente militó en el sindicalismo combativo mientras estudiaba ingeniería química y posteriormente se incorporó al Partido Revolucionario de los Trabajadores (PRT) y al Ejército Revolucionario del Pueblo (ERP), una organización guerrillera que era su brazo armado. Fue detenido por las fuerzas de seguridad el 7 de diciembre de 1975 durante el gobierno constitucional de María Estela Martínez de Perón cuando estaba en la planificación del ataque a una unidad militar y murió asesinado en el centro clandestino de detención de Campo de Mayo, aproximadamente el 10 u 11 de diciembre de 1975.

## Actividad político-militar
Se recibió de tornero en el secundario, luego fue delegado gremial del SITRAC-SITRAM en la FIAT, mientras estudiaba Ingeniería Química. De formación trotskista, participó del Cordobazo junto a su compañera, Noemí Francisetti, con quien ingresó en 1971 al Partido Revolucionario de los Trabajadores y al Ejército Revolucionario del Pueblo que era su brazo armado.  

## Un cuadro militar
El 12 de febrero de 1971 participó como responsable de uno de los dos grupos que tenían por misión copar un camión de caudales en Córdoba, del que sustrajeron una importante suma de dinero. El 13 de marzo de 1971 intervino en la provincia de Córdoba en la rebelión popular denominada Viborazo que provocó la renuncia del interventor Camilo Uriburu. 
Entre 1971 y 1972 el PRT acentuó su postura militarista y consecuentemente el ERP incrementó sus acciones violentas que no interrumpen por la perspectiva de una salida electoral a partir del Gran Acuerdo Nacional propiciado por el general Lanusse y del aglutinamiento de diversas fuerzas políticas en torno a la figura del general Juan Domingo Perón, y paulatinamente la mayor parte de sus principales cuadros partidarios fueron detenidos. Ledesma ingresó a la conducción nacional del ERP a fines de 1972 y en 1973 se escindieron de la organización dos alas, la peronista de ERP-22 de agosto y la trotskista que tomó el nombre de PRT-ERP (Fracción Roja), donde permaneció Ledesma, que decidió llamar a la abstención o el voto en blanco para los comicios convocados para el 11 de marzo de 1973.
El 18 de febrero de 1973 la primera compañía organizada Decididos de Córdoba al mando de Ledesma, que había sido promovido a jefe del Comité Militar de Córdoba, asaltó el Batallón de Comunicaciones 141 del Ejército, en Córdoba, y lo tomó en una operación sin bajas de ningún lado; se apropiaron de casi dos toneladas de armamento (74 FAL, 2 FAP, 112 pistolas, 2 ametralladoras MAG, 5 lanzagranadas, 74 pistolas ametralladoras, 600 proyectiles para fusil y demás municiones), que luego sirvieron para las unidades que abrieron un frente rural en Tucumán. El 25 de marzo el ERP realiza el compamiento de la central termonuclear de Atucha y el 29 el de una planta en Santa Fe. El 30 del mismo mes muere el conscripto Julio Provenzano perteneciente al ERP al estallarle un artefacto explosivo que estaba colocando en el Edificio Libertad, sede del Comando en Jefe de la Armada.
Dos años más tarde ya era el capitán Pedro, jefe de la compañía urbana Decididos de Córdoba. Tuvo su bautismo de fuego, como capitán del ERP, en el asalto al Batallón de Comunicaciones 141 del Ejército Argentino, en Córdoba. La acción fue impecable, desde el punto de vista militar, puesto que en pocas horas y con solo tres tiros de FAL se logra el objetivo de capturar dos toneladas de armamento (74 FAL, 2 FAP, 112 pistolas, 2 ametralladoras MAG, 5 lanzagranadas, 600 proyectiles para fusil y demás municiones), que servirá para las unidades que abrirían un frente rural en Tucumán.
Tras una breve tregua durante los inicios del gobierno constitucional, el ERP reanudó sus acciones armadas y Ledesma comandó el asalto a la Fábrica Militar de Pólvora y Explosivos de la localidad de Villa María, el 10 de agosto de 1974; en la Fábrica Militar el ERP, luego de una hora de combate, logró el copamiento de la unidad, de donde retiró más de 100 FAL, 4 MAG, 60 pistolas ametralladoras PAM-M3A1, varios morteros, otras armas y municiones varias. En esa acción mueren dos combatientes. Y secuestran a Larrabure, quien morirá un año después, en circunstancias dudosas , ya que el ejército afirma que fue estrangulado por sus captores y el ERP declaró que se trató de un suicidio. 
También, Ledesma, dirigió en abril de 1975 el asalto al Batallón de Arsenales 121 de Rosario, que fue la última gran acción del ERP donde se cumplió el objetivo: capturar unos 150 FAL, 5 FAP, 3 MAG, pistolas ametralladoras y municiones.

## Comandante Pedro
El 26 y 27 de julio de 1975 se realizó un Plenario del Comité Central del PRT, que se denominó Vietnam Liberado (en homenaje a la reciente toma de Saigón por el Vietcong); en ese Plenario, entre varias resoluciones, se decidió formar el Batallón urbano José de San Martín y al cierre se eligieron los treinta nuevos miembros del Comité Central. Allí se eligió a Ledesma como nuevo miembro del Buró Político en reemplazo de Enrique Gorriarán Merlo y se le otorgó el grado de comandante, además de ser nombrado jefe del Estado Mayor del ERP, lo que lo convertía en el número dos en la jerarquía militar de la organización.
Hacia fines de octubre Ledesma comenzó a planear con Santucho el ataque al cuartel militar de Monte Chingolo, como próximo objetivo de la guerrilla, para lo cual hicieron confeccionar una maqueta del mismo por uno de los arquitectos del partido, que fue utilizada por Ledesma a mediados de noviembre de 1975 para exponer ante el Estado Mayor del Batallón urbano José de San Martín las acciones a realizarse. 
Según el plan de Ledesma, el ERP debía aislar al cuartel militar por varias horas cortando, en principio, los 9 puentes sobre el Riachuelo para evitar que llegasen tropas de refuerzo; además estaba previsto un doble anillo de contención alrededor del cuartel. Y también otros combatientes, ajenos al ataque principal, debían hostigar comisarías en el sur de la provincia de Buenos Aires para distraer las fuerzas policiales.

## El final
El 7 de diciembre, mientras concurría a una reunión por motivo del inminente ataque al Batallón Domingo Viejobueno, un comando del Servicio de Inteligencia del Ejército (avisado por un infiltrado en la guerrilla) secuestró a Juan Eliseo Ledesma, junto a otros oficiales del ERP, quienes fueron inmediatamente llevados a Campo de Mayo, donde comenzaron a ser torturados. 
A Ledesma lo torturaron con picana eléctrica bajo la supervisión de un médico (para que no se les muriera), pero como este no habló, los militares le abrieron el vientre con un cuchillo, en cuyo corte hasta llegaron a ponerle un hierro caliente. Para el 10 de diciembre, según testimonios, el Comandante Pedro exigió que lo mataran, pues tenía los intestinos afuera. A pesar de las torturas no dijo una sola palabra sobre el próximo objetivo del ERP.